# Ashley Hicklin
Ashley Hicklin (* 28. Dezember 1985) ist ein Singer-Songwriter und Komponist aus England.

## Leben und Werdegang
Ashley Hicklin wuchs im Nord-Osten Englands, in Scarborough, North Yorkshire auf. Im Alter von 14 Jahren begann er an Open Stage-Abenden im Pub seiner Eltern aufzutreten.
Am Leeds College of Music studierte er klassische Musik. Gesang, Gitarre, Piano, Schlagzeug und Klarinette sind seine Instrumente. Darüber hinaus erhielt er eine Ausbildung zum Orchester-Arrangeur und schrieb Kompositionen für das London Sinfonietta, das Apollo Saxophone Quartet und das Goldberg Ensemble.
Im Jahr 2008 wurde Ashley Hicklin vom CEO Europe der EMI Publishing, Peter Ende, als Komponist und Texter unter Vertrag genommen. Für die Schwedische Casting-Show „Pop Idol“ komponierte er für Johan Palm den Song Emma-Lee, der in den dortigen Charts landete. Für das erste Album von Palm komponierte er weitere Songs.
In Zusammenarbeit mit den Teams von Skunk Anansie, Leona Lewis, James Morrison, Marit Larsen, Amy Winehouse und den Sugababes sammelte er weitere praktische Erfahrung.
Beim Eurovision Song Contest 2010 war Hicklin Mitautor des belgischen Beitrags von Tom Dice,Me And My Guitar, der Platz 6 der Gesamtwertung erreichte.
Mit dem Produzenten Franz Plasa nahm Ashley Hicklin sein Debütalbum in den H.O.M.E.-Studios auf. Das Album Parrysland wurde von ferryhouse productions im Oktober 2010 veröffentlicht.

## Liveauftritte
Im Sommer 2010 trat Ashley Hicklin im Vorprogramm von Ich + Ich bei deren Open-Air-Tour auf. Am 23. September präsentierte er seine Musik bei Warner Music auf dem Reeperbahn Festival in Hamburg.

## Teilnahmen am Eurovision Song Contest
Hickley nahm in der Vergangenheit mehrmals als Komponist und Textschreiber für verschiedenste Länder am Eurovision Song Contest teil.
| Jahr | Land       | Mitkomponisten                                             | Interpret        | Titel              | Ergebnis                          |
| ---- | ---------- | ---------------------------------------------------------- | ---------------- | ------------------ | --------------------------------- |
| 2010 | Belgien    | Tom Dice, Jeroen Swinnen                                   | Tom Dice         | Me and My Guitar   | Platz 6                           |
| 2014 | Belgien    | Rafael Artesero                                            | Axel Hirsoux     | Mother             | nicht für das Finale qualifiziert |
| 2019 | Litauen    | Eric Lumiere, Pele Loriano                                 | Jurijus Veklenko | Run With The Lions | nicht für das Finale qualifiziert |
| 2020 | Spanien    | Blas Cantó, Dan Hammound, Dángelo Ortega, Milolaj Trybulec | Blas Cantó       | Universo           | Wettbewerb wurde abgesagt         |
| 2021 | Österreich | Jonas Thander, Tobias Carshey                              | Vincent Bueno    | Amen               | nicht für das Finale qualifiziert |
| 2022 | Polen      | Milolaj Trybulec, Adam Wisniewski                          | Krystian Ochsman | River              | Platz 12                          |
| 2023 | Schweiz    | Argyle Singh, Milolaj Trybulec                             | Remo Forrer      | Watergun           | Platz 20                          |